# Pinczehelyi Sándor
Pinczehelyi Sándor (Szigetvár, 1946. július 8.–) Munkácsy Mihály-díjas magyar grafikus, festő, egyetemi tanár.

## Életpályája
Pinczehelyi Sándor és Roznik Lenke fiaként született. 1964-ben érettségizett a pécsi Művészeti Gimnáziumban. 1966 óta kiállító művész. 1966–1970 között a Pécsi Tanárképző Főiskola magyar–rajz szakos hallgatója volt.
1969–1977 között a pécsi Janus Pannonius Múzeum grafikusa és restaurátora volt. 1977–1999 között a Pécsi Galéria igazgatójaként dolgozott. 1992-ben a Római Magyar Akadémia ösztöndíjasa volt. 1999 óta a Janus Pannonius Tudományegyetem Művészeti Karának oktatója, egyetemi docense. 2001–2005 között a Vizuális Művészeti Intézet igazgatója volt.

## Kiállításai

### Egyéni
- 1966, 1971, 1974-1977, 1986, 1989, 1998, 2001 Pécs
- 1978 Kőszeg, Kecskemét
- 1982, 1985-1986, 1989, 1994, 1999, 2001, 2008 Budapest
- 1983 Székesfehérvár, Makó
- 1984 Fehérgyarmat
- 1985 Komló, Varsó
- 1987 Kaposvár, Marcali, Szigetvár
- 1989 Berlin
- 1990 Varsó, Püspökladány, Komárom
- 1994 Hajdúszoboszló
- 1996 Szigetvár, Székesfehérvár
- 1998 Győr
- 2000 Szombathely
- 2021 Pécs, Modern Magyar Képtár.

### Csoportos
- 1969-1970, 1972-1973, 1975-1976, 1978, 1981, 1987-1988, 1990-1991 Pécs
- 1970, 1976, 1980-1981, 1983, 1987, 1989, 1993-1994, 2000 Budapest, Miskolc
- 1971 Pécsvárad, Budapest
- 1972 Komló, Balatonboglár
- 1973 Budapest, Zágráb, Balatonboglár
- 1974 Budapest, Varsó, Krakkó, Szombathely
- 1975 Budapest, Krakkó, Amszterdam, Hatvan, Székesfehérvár, Békéscsaba
- 1976 Szekszárd, Szeged
- 1978 Komló, Hajdúszoboszló, Varsó, Krakkó
- 1980 Amszterdam, Varsó, Székesfehérvár, Paks
- 1981, 1987 Makó
- 1982, 1986 Budapest, Békéscsaba
- 1984 Budapest, Székesfehérvár, Berlin
- 1985 Budapest, Várna
- 1986-1987, 1989-1990, 1992, 1996-1997, 1999 Székesfehérvár
- 1987 München, Kecskemét, Budapest
- 1988 Belgrád, Krakkó, Budapest
- 1989 Szöul, London
- 1990 New York, Budapest, Bécs, Prága, Zágráb, Varsó
- 1991 Miskolc, Toronto
- 1992 Békéscsaba
- 1993 Washington, New York, Párizs
- 1994 Szekszárd, Varsó, Szeged
- 1996 Dunaszerdahely, Tokió, Budapest
- 1997 Budapest, Bécs, Kecskemét
- 1999 Győr, Szombathely, Bécs
- 2000 Paks

## Művei
- Zárt kapuk
- Martyn triptichon (1987)
- PFZ paprika, csillag, Coca-Cola (1982-1988, 1992)
- Kiállítási enteriőr (2006)

## Díjai, kitüntetései
- Szocialista Kultúráért (1975, 1980)
- Stúdió-díj (1980)
- Munkácsy-díj (1989)[8]
- Pro Communitate díj (1994)
- A Magyar Köztársasági Érdemrend kiskeresztje (1997)[8]
- Érdemes művész (2004)[8]
- Kiváló művész (2009)[8]
- Herczeg Klára-díj (2017)
- Tüke-díj (2018)
- Pécs díszpolgára (2021)